# Arızlar, Göynük
Arızlar là một xã thuộc huyện Göynük, tỉnh Bolu, Thổ Nhĩ Kỳ. Dân số thời điểm năm 2010 là 49 người.